# C. Jean Thompson
C. Jean Thompson (nascida em 1940) é uma estatística da Nova Zelândia que actuou como presidente da Associação de Estatística da Nova Zelândia de 1991 a 1993.
Por ser menina, Thompson foi impedida de cursar qualquer matéria de matemática no ensino médio até ao sexto ano, quando ela foi a melhor da turma em física da escola. Na universidade, ela queria estudar estatística, mas não havia programa nessa área, então ela formou-se em matemática e física. Trabalhou no Departamento de Pesquisa Científica e Industrial (Nova Zelândia), na Divisão de Matemática Aplicada. Ela aprendeu estatística no trabalho e usou um Elliott 503, o primeiro computador científico da Nova Zelândia, para realizar as suas análises.
Como presidente da NZSA, ela aproveitou a oportunidade da Celebração do Centenário do Sufrágio Feminino em 1993 para colectar e exibir material sobre as estatísticas das mulheres na Nova Zelândia, que mais tarde foi reunido num livro, Mulheres com Matemática - Fazendo a diferença.
As publicações de Thompson com a Divisão de Matemática Aplicada tratavam de tópicos que iam de terremotos a horticultura. A Divisão de Matemática Aplicada foi eliminada na reestruturação do Departamento de Pesquisa Científica e Industrial em 1992. Mais tarde, Thompson trabalhou para o Conselho de Pesquisa Educacional da Nova Zelândia, onde se tornou co-autora de vários livros sobre a infância Educação.